# Зоряне (Покровський район)
Зо́ряне — село Мар'їнської міської громади Покровського району Донецької області, Україна. У селі мешкає 939 людей.

## Загальні відомості
Відстань до райцентру становить близько 18 км і проходить автошляхом місцевого значення. Розташоване на місці впадіння Лозової до Вовчої.
Землі села межують із територією смт Курахівка Селидівської міської ради Донецької області.

## Населення
За даними перепису 2001 року населення села становило 939 осіб, із них 81,47 % зазначили рідною мову українську та 17,57 % — російську.